# Nuribenua
Nuribenua (auch: Eanikai) ist ein Motu und die Hauptinsel des Tabiteuea-Atolls der pazifischen Inselrepublik Kiribati. Sie bildet einen großen Teil der Fläche des Distrikts Tabiteuea North.

## Geographie
Nuribenua bildet die Nordspitze des Atolls. Die langgezogene Insel verläuft von Norden in südöstlicher Richtung. Der nördlichste Ort ist Tekabwibwi, von dort ist die Insel noch einmal spitz nach Norden ausgezogen. Am Südende liegt der Flugplatz Tabiteuea Nord.
Außerdem liegen die Siedlungen Buota, Eita, Tanaeang, Tekaman, Terikiai und Utiroa auf der Insel. Der Riffsaum nach Nordosten, zum offenen Meer ist relativ breit.